# Thylacopteris diaphana
Thylacopteris diaphana är en stensöteväxtart som först beskrevs av Guido Georg Wilhelm Brause, och fick sitt nu gällande namn av Edwin Bingham Copeland. Thylacopteris diaphana ingår i släktet Thylacopteris och familjen Polypodiaceae. Inga underarter finns listade.